# Xã Morton, Quận Ottawa, Kansas
Xã Morton (tiếng Anh: Morton Township) là một xã thuộc quận Ottawa, tiểu bang Kansas, Hoa Kỳ. Năm 2010, dân số của xã này là 463 người.